# Israel Juniors 2013
Das Israel Juniors 2013 fand als bedeutendstes internationales Nachwuchsturnier von Israel im Badminton vom 14. bis zum 16. März 2013 in Rischon LeZion statt. Es war die vierte Auflage der Veranstaltung.

## Sieger und Platzierte
| Disziplin    | Gold                               | Silber                        | Bronze                         |
| ------------ | ---------------------------------- | ----------------------------- | ------------------------------ |
| Herreneinzel | Daniel Chislov                     | Itay Elazar                   | Shalem Oron                    |
| Herreneinzel | Daniel Chislov                     | Itay Elazar                   | Amit Elazar                    |
| Dameneinzel  | Anastasia Ronzhina                 | Ksenia Evgenova               | Veronika Koldová               |
| Herrendoppel | Itay Elazar Ziv Nadil              | Daniel Chislov Yonatan Shilon | Maxim Krivoshei Guy Weider     |
| Herrendoppel | Itay Elazar Ziv Nadil              | Daniel Chislov Yonatan Shilon | Amit Elazar Shalem Oron        |
| Damendoppel  | Ksenia Evgenova Anastasia Ronzhina | Kaja Okršlar Nika Polanič     | Veronika Koldová Yuval Oren    |
| Mixed        | Itay Elazar Ksenia Evgenova        | Ziv Nadil Anastasia Ronzhina  | Samuel Repiar Veronika Koldová |
| Mixed        | Itay Elazar Ksenia Evgenova        | Ziv Nadil Anastasia Ronzhina  | Simon Skok Kaja Okršlar        |